# Beverly Hills (cançó)
|  | Per a altres significats, vegeu «Beverly Hills (desambiguació)». |

"Beverly Hills" és el primer senzill del cinquè àlbum d'estudi, Make Believe, del grup estatunidenc Weezer. Llançada el 29 de març de 2005, aquesta cançó es convertí en l'èxit comercial més important de la banda fins al llançament de "Pork and Beans" l'any 2008.

## Informació
El videoclip fou dirigit per Marcos Siega i filmat a la Mansió Playboy, tot i que realment no està situada a Beverly Hills. El propietari de la mansió i de la revista Playboy, Hugh Hefner, realitza un cameo a l'inici del videoclip. Stephanie Eitel i Agent Sparks realitzen les veus addicionals.
Als Estats Units, la cançó va entrar en el Top 10 de la llista Billboard Hot 100 i va estar al capdamunt de la Billboard Modern Rock Tracks durant una setmana. El 6 de juny de 2005 va ser certificada amb un disc d'or i gairebé aconseguí un milió de descàrregues digitals mitjançant el servei iTunes. Al Regne Unit també va estar al Top 10 de la UK Singles Chart durant unes setmanes.
La cançó fou candidata a millor cançó de rock en els premis Grammy de l'any 2006, esdevenint la primera nominació de la banda. El videoclip també estigué nominat en els MTV Video Music Awards del 2005 com a millor videoclip de rock.

## Llista de cançons
7" Retail (Regne Unit)
1. "Beverly Hills"
2. "Butterfly" (Directe)

CD Retail (Regne Unit)
1. "Beverly Hills"
2. "Island in the Sun" (Directe)
3. "Butterfly" (Directe)
4. "Beverly Hills" (Cançó del CD-ROM)

## Personal
- Rivers Cuomo – cantant, guitarra solista
- Patrick Wilson – percussió
- Brian Bell – guitarra rítmica
- Scott Shriner – baix
- Rick Rubin – productor
- Rich Costey – mescles